# Comuna Iavkîne, Baștanka
Iavkîne (în ucraineană Явкине) este o comună în raionul Baștanka, regiunea Mîkolaiiv, Ucraina, formată din satele Cervonîi Stav și Iavkîne (reședința).

## Demografie
Componența lingvistică a comunei Iavkîne
     Ucraineană (69,86%)
     Rusă (27,44%)
     Română (1,89%)
     Alte limbi (0,38%)
Conform recensământului din 2001, majoritatea populației comunei Iavkîne era vorbitoare de ucraineană (69,86%), existând în minoritate și vorbitori de rusă (27,44%) și română (1,89%).